# Лео Есакі
Ле́о Еса́кі (яп. 江 崎 玲 于 奈, Есакі Реона, відомий також як Рео́на Еса́кі та Лео́на Еса́кі; нар. 12 березня 1925, Осака, Японія) — японський фізик, лауреат Нобелівської премії з фізики в 1973 р. 

## Творча біографія
Половина премії, спільно з Айвором Джайевером, «за експериментальні відкриття тунельних явищ в напівпровідниках і надпровідниках». Друга половина присуджена Б. Д. Джозефсона «за теоретичне передбачення властивостей струму, що проходить через тунельний бар'єр, зокрема явищ, загальновідомих нині під назвою ефектів Джозефсона». Лео Есакі також відомий як винахідник діода Есакі, що використовує ефект тунелювання електрона.
Лео Есакі вивчав фізику в Токійському університеті, отримав ступінь бакалавра в 1947 р. , ступінь доктора філософії в 1959 р. Нобелівську премію отримав за дослідження, проведені в 1958 р. під час роботи в компанії Sony. Згодом у 1960 р. переїхав в США і став працювати в дослідницькому центрі фірми IBM, де був удостоєний звання лауреата IBM в 1967 р.

## Нагороди
- Лауреат премії Японії (1998)